# Olizy-sur-Chiers
Olizy-sur-Chiers ist eine französische Gemeinde mit 196 Einwohnern (Stand: 1. Januar 2022) im Département Meuse in der Region Grand Est.

## Geographie
Olizy-sur-Chiers liegt etwa 30 Kilometer ostsüdöstlich von Sedan am Chiers, der die Gemeinde im Osten begrenzt. Umgeben wird Olizy-sur-Chiers von den Nachbargemeinden Malandry im Nordwesten und Norden, La Ferté-sur-Chiers im Norden und Nordosten, Lamouilly im Osten und Südosten, Nepvant und Stenay im Süden sowie Inor im Westen.

## Bevölkerungsentwicklung
| Jahr                       | 1962 | 1968 | 1975 | 1982 | 1990 | 1999 | 2006 | 2011 | 2019 |
| Einwohner                  | 269  | 296  | 278  | 226  | 204  | 179  | 163  | 196  | 197  |
| Quellen: Cassini und INSEE |      |      |      |      |      |      |      |      |      |

## Sehenswürdigkeiten

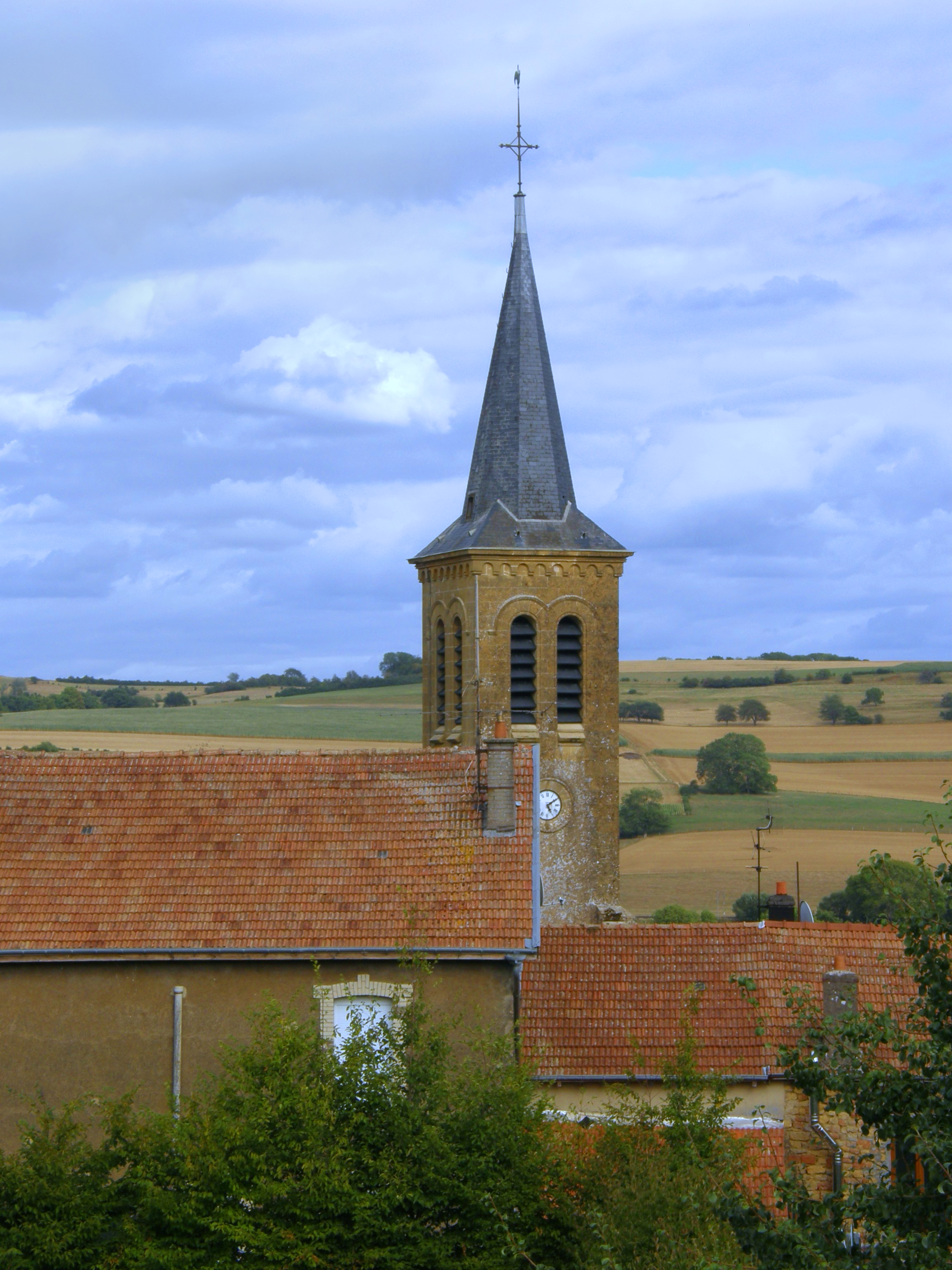
Kirche Saint-Remi

- Kirche Saint-Remi